# International Scientific Optical Network
L'International Scientific Optical Network o ISON (russo: Международная научная оптическая сеть, Пулковская кооперация оптических наблюдате сеть, Пулковская кооперация оптических наблюдатей сеть (Georgia) ), è un progetto scientifico internazionale composto da Uzbekistan, Tagikistan, Moldavia, Spagna (Teide), Svizzera (Zimmerwald), Bolivia (Tarija), USA (Mayhill), Italia (Collepardo). 
Il progetto consta di circa 30 telescopi situati presso circa 20 osservatori dislocati nei 10 stati allo scopo di monitorare e tracciare oggetti nello spazio.
ISON è gestito dall'Istituto Keldysh di Matematica Applicata, parte dell'Accademia delle Scienze Russa.  
È stato accreditato per la scoperta delle comete C/2010 X1 Elenin e C/2012 S1 ISON, quest'ultima popolarmente conosciuta come Cometa ISON.
L'asteroide 365756 ISON prende il nome dal nome della collaborazione.